# Treis-Karden
Treis-Karden là một đô thị thuộc huyện Cochem-Zell, bang Rheinland-Pfalz, Đức. Đô thị này có diện tích 31,34 ki-lô-mét vuông. Đô thị Treis-Karden tọa lạc bên sông Mosel, cự ly khoảng 10 km về phía đông của Cochem và 30 km về phía tây nam của Koblenz.
Treis-Karden là thủ phủ của Verbandsgemeinde ("đô thị tập thể") Treis-Karden.